# Kōbun
Kōbun (jap. 弘文天皇, Kōbun-tennō; * 648; † 24. August 672) war der 39. Tennō von Japan. Sein Geburtsname war Prinz Ōtomo (大友皇子, Ōtomo no miko). Er regierte im Jahr 672 in Ōmi-kyō.
Kōbun war der Sohn des Kaisers Tenji. Bei der Geburt von Kōbun war Tenji schon sehr alt. Der Kronprinz war Prinz Ōama (大海人皇子, Ōama no miko), der spätere Kaiser Temmu. Dieser war ein Bruder Tenjis, der dieselbe Mutter (Kōgyoku bzw. Saimei hatte). Die Mutter Kōbuns stammte dagegen aus keiner hohen Adelsfamilie, die Kōbun politische Unterstützung hätte geben können. Kaiser Tenji hatte aber wegen seines Alters keine Hoffnung mehr auf einen weiteren Sohn. Daher machte er trotz dessen geringer Herkunft Prinz Otomo zum nächsten Kaiser.
Angesichts der für ihn misslichen Situation beschloss Ōama, seine Rechte aufzuheben und mit seiner ganzen Familie nach Yoshino zu ziehen. Nach Tenjis Tod und Kōbuns Thronbesteigung überfiel Ōama von Yoshino über Ise kommend Mino (heute Präfektur Gifu), das Nachbarland Ōmis, wo sowohl Tenji als auch Kōbun residierten.
In der Schlacht siegte Ōama, und als diese Information den Hof erreichte, beging Kōbun mit seiner Familie Suizid.
Bis zur Meiji-Zeit sah der kaiserliche Hof in Kōbun keinen rechtmäßigen Kaiser. Der Kaisertitel wurde Kōbun 1869 postum durch Kaiser Meiji verliehen, und erst danach stand der Name Kōbun, der ebenfalls während der Meiji-Zeit erdacht wurde, auf der Liste der japanischen Kaiser.